# Chocolate (Serebro)
Chocolate è un singolo della girl band russa Serebro, rilasciato il 18 aprile 2016 nei paesi della CSI sotto l'etichetta Monolit Records e il giorno dopo nel resto del mondo sotto l'etichetta Ego Italy. È il nono brano estratto dal loro terzo album in studio Сила трёх.

## Il brano
Il brano, della durata di 3 minuti e 20 secondi nella versione rilasciata in singolo e della durata di 3 minuti e 33 secondi nella versione compresa nell'album (anche se solo nei paesi della CSI), è stato composto da Maxim Fadeev (il produttore del gruppo) per quanto riguarda la base musicale. Quest'ultimo ha anche scritto il testo della canzone insieme alla front-girl del gruppo, Olga Seryabkina.
Il brano è disponibile per l'acquisto nei digital-store dei paesi della CSI in due versioni: la "CIS Version", che è la versione originale, e la "European Version", che presenta una riduzione di alcuni semitoni sia nella parte vocale sia nella base strumentale. Quest'ultima versione è quella rilasciata dalla Ego Italy su scala internazionale ed è quella che si può sentire guardando il video musicale del brano.

## Il video musicale
Pubblicato il 27 giugno 2016, il video musicale di questo brano ha come protagoniste le Serebro (Olga, Polina e Katya) e la squadra di nuoto sincronizzato femminile russa, che esegue una coreografia in una piscina mentre le tre cantanti, osservandole da bordo piscina, cantano con alle spalle due musicisti. Prima che inizi la coreografia, che occupa gran parte del video, le ragazze del team atletico incontrano le cantanti e con esse si dirigono nello spogliatoio della piscina. Dopodiché, le giovani atlete si tuffano in acqua. Infine, a pochi secondi dalla fine del video e mentre il brano è in procinto di terminare, anche le Serebro si tuffano in piscina, osservate dalle atlete.